# Contrefaçon en droit français
La contrefaçon en droit français concerne deux domaines : le droit commercial et la propriété intellectuelle. Il s'agit de reproduire, imiter ou copier illégalement quelque chose, en affirmant ou laissant présumer que la copie est authentique. La contrefaçon peut avoir des conséquences civiles et pénales.
Sur le plan civil, l'auteur de contrefaçon peut être tenu responsable et être condamné à verser des dommages-intérêts à la victime. Sur le plan pénal, il encourt des peines allant jusqu'à 7 ans de prison et 750 000 euros d'amende. La contrefaçon peut porter atteinte aux droits d'auteur, notamment dans le cas d'échanges de fichiers protégés par le droit d'auteur, tels que des musiques ou des films non tombés dans le domaine public. La législation française a adopté des mesures pour lutter contre la contrefaçon, notamment en spécialisant les tribunaux compétents et en permettant aux juges de prononcer des dommages-intérêts forfaitaires.

## Définitions

### Contrefaçon
La contrefaçon est le fait de reproduire ou d'imiter quelque chose sans en avoir le droit ou en affirmant ou laissant présumer que la copie est authentique

### Plagiat
Le plagiat consiste à s'inspirer d'un modèle que l'on omet délibérément ou par négligence de désigner. Le plagiaire est celui qui s'approprie frauduleusement le style, les idées, ou les faits.

## Propriété intellectuelle
Aux termes de l'article L335-2 du code de la propriété intellectuelle français, "Toute édition d'écrits, de composition musicale, de dessin, de peinture ou de toute autre production, imprimée ou gravée en entier ou en partie, au mépris des lois et règlements relatifs à la propriété des auteurs, est une contrefaçon et toute contrefaçon est un délit."
Par exemple, l'échange de fichiers protégés par le droit d'auteur (musiques, films non tombés dans le domaine public) est assimilé au délit de contrefaçon.
La contrefaçon peut engager :
1. la responsabilité civile de son auteur au titre de l'article 1240 du code civil, ce qui peut le mener à verser des dommages-intérêts, calculés en fonction du préjudice subi par la victime ;
2. sa responsabilité pénale, les peines encourues allant jusqu'à 7 ans de prison et 750 000 d'amende selon la nouvelle loi adoptée le 3 juin 2016.

L'auteur de la contrefaçon n'a pas besoin d'être conscient de la gravité de son action pour être reconnu responsable.
Le Parlement a adopté un projet de loi de lutte contre la contrefaçon qui transpose une directive du 29 avril 2004 relative au respect des droits de propriété intellectuelle. Ce texte instaure une spécialisation des tribunaux de grande instance compétents pour connaître des actions en matière de propriété intellectuelle. La liste des TGI concernés sera indiquée par un décret en Conseil d'État. Une autre mesure de ce texte autorise les juges à prononcer des dommages-intérêts d'un montant forfaitaire ne pouvant pas être inférieur aux sommes qu'aurait perçues le titulaire des droits si le contrefacteur lui avait demandé l'autorisation.

## Droit d'auteur

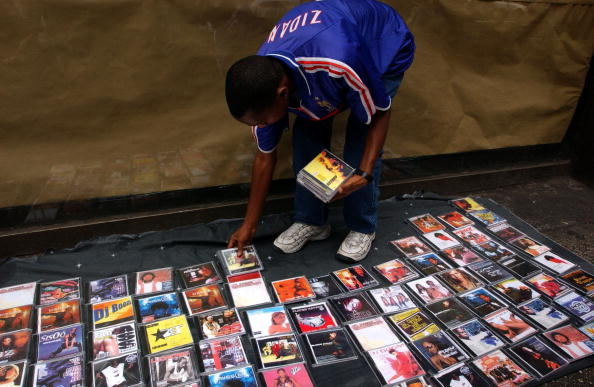
Vendeur d'albums piratés.

L'article L335-3 du code de la propriété intellectuelle dispose qu'est également un délit de contrefaçon toute reproduction, représentation ou diffusion, par quelque moyen que ce soit, d'une œuvre de l'esprit en violation des droits de l'auteur, tels qu'ils sont définis et réglementés par la loi.
En d'autres termes, toute utilisation d'une œuvre protégée qui n'est pas expressément autorisée par son auteur ou par ses ayants droit est interdite.
Les seules exceptions sont celles prévues par l'article L122-5 du même code, qui dispose notamment :
« Lorsque l’œuvre a été divulguée, l'auteur ne peut interdire :
1. Les représentations privées et gratuites effectuées exclusivement dans un cercle de famille ;
2. Les copies ou reproductions strictement réservées à l'usage privé du copiste et non destinées à une utilisation collective, à l'exception des copies des œuvres d'art destinées à être utilisées pour des fins identiques à celles pour lesquelles l'œuvre originale a été créée et des copies d'un logiciel autres que la copie de sauvegarde établie dans les conditions prévues au II de l'article L. 122-6-1 ainsi que des copies ou des reproductions d'une base de données électronique ;
3. Sous réserve que soient indiqués clairement le nom de l'auteur et la source :
  1. Les analyses et courtes citations justifiées par le caractère critique, polémique, pédagogique, scientifique ou d'information de l'œuvre à laquelle elles sont incorporées ;
  2. Les revues de presse ;
  3. La diffusion, même intégrale, par la voie de presse ou de télédiffusion, à titre d'information d'actualité, des discours destinés au public prononcés dans les assemblées politiques, administratives, judiciaires ou académiques, ainsi que dans les réunions publiques d'ordre politique et les cérémonies officielles ;
  4. Les reproductions, intégrales ou partielles d'œuvres d'art graphiques ou plastiques destinées à figurer dans le catalogue d'une vente judiciaire […] ;
  5. La représentation ou la reproduction d'extraits d'œuvres, sous réserve des œuvres conçues à des fins pédagogiques et des partitions de musique, à des fins exclusives d'illustration dans le cadre de l'enseignement et de la recherche […] ;
4. La parodie, le pastiche et la caricature, compte tenu des lois du genre ;
5. Les actes nécessaires à l'accès au contenu d'une base de données électronique pour les besoins et dans les limites de l'utilisation prévue par contrat […]. ».